# Фиджини, Микела
Мике́ла Фиджи́ни (итал. Michela Figini, род. 7 апреля 1966 года в Прато Левентина, кантон Тичино, Швейцария) — швейцарская горнолыжница, олимпийская чемпионка, чемпионка мира и двукратная обладательница Кубка мира. Самая юная в истории олимпийская чемпионка по горнолыжному спорту (на момент победы в скоростном спуске на Играх в Сараево Микеле было 17 лет и 315 дней) и самая юная обладательница Кубка мира (менее 19 лет на момент победы в сезоне 1984/85). В 1988 году в Калгари в возрасте 21 года была удостоена чести нести флаг Швейцарии на церемонии открытия Олимпийских игр.

## Карьера
Дебютировала в Кубке мира 21 января 1983 года (10-е место в комбинации в австрийском Шрунсе), а уже 5 марта 1983 года впервые поднялась на подиум в возрасте 16 лет (третье место в скоростном спуске). Первую победу одержала 28 января 1984 года в скоростном спуске во французском Межеве. За 8 сезонов одержала 26 побед на этапах Кубка мира, проведя всего 117 гонок (более 22 % побед). Дважды подряд (1984 и 1985) признавалась лучшей спортсменкой года в Швейцарии.
Последний раз выступила в Кубке мира 11 февраля 1990 года во французском Мерибеле (11-е место в супергиганте). Завершила карьеру весной 1990 года в возрасте 24 лет из-за конфликта с тренером Яном Тишхаузером, которого Микела обвиняла в неправильных методах тренировок и ухудшении атмосферы в сборной команде. В том же сезоне карьеру по разным причинам завершили ещё 2 знаменитых швейцарских горнолыжника: 26-летняя Мария Валлизер, трёхкратная чемпионка мира и двукратная обладательница Кубка мира, а также 27-летний Пирмин Цурбригген, олимпийский чемпион, 4-кратный обладатель Кубка мира и 4-кратный чемпион мира.
Замужем за итальянским горнолыжником Ивано Камоцци (род. 1962), участником Олимпийских игр 1988 года в Калгари (4-е место в гигантском слаломе).

## Результаты на крупнейших соревнованиях

### Зимние Олимпийские игры
| Олимпийские игры | Скоростной спуск | Супергигант | Гигантский слалом | Слалом | Комбинация |
| ---------------- | ---------------- | ----------- | ----------------- | ------ | ---------- |
| 1984 Сараево     | 1                | н/д         | 12                | —      | н/д        |
| 1988 Калгари     | 9                | 2           | DNF2              | —      | —          |

### Выигранные Кубки мира
- Общий зачёт (2) — 1984/85, 1987/88
- Скоростной спуск (4) — 1984/85, 1986/87, 1987/88, 1988/89
- Гигантский слалом — 1984/85
- Супергигант — 1987/88